# Majnicz
Majnicz – wieś na Ukrainie w rejonie samborskim należącym do obwodu lwowskiego. 
W II Rzeczypospolitej wieś w powiecie samborskim w woj. lwowskim.
W nocy z 10 na 11 kwietnia oraz 18 kwietnia 1944 nacjonaliści ukraińscy z OUN-UPA zamordowali tutaj 24 Polaków.